# Paraschizidium hispanum
Paraschizidium hispanum là một loài chân đều trong họ Armadillidiidae. Loài này được Arcangeli miêu tả khoa học năm 1935.